# لين غرين
لين غرين (بالإنجليزية: Len Green)‏ (2 أكتوبر 1936 في المملكة المتحدة - 2 نوفمبر 2024) هو لاعب كرة قدم بريطاني في مركز الدفاع. لعب مع هوردن كوليري ولفير ‏ ونادي دارلنجتون.